# Christocentrisme
Le christocentrisme est une expression de la doctrine chrétienne qui place le Christ au centre de l’interprétation de la Bible, de la théologie et de la spiritualité.

## Origines
Le christocentrisme a été développé par le théologien Augustin d'Hippone au IVe siècle, en se basant sur les épîtres pauliniennes. 

## Les Églises chrétiennes

### Catholicisme
Le christocentrisme est réaffirmé par l'École française de spiritualité, en particulier avec Pierre de Bérulle.
Jean-Paul II affirme dans Catechesi Tradendae que toute catéchèse authentique est christocentrique, et ce en trois façons : 1) le Christ est enseigné comme étant «la voie, la vérité et la vie», 2) l'enseignement est authentiquement chrétien et 3) il est fait à travers les successeurs des apôtres en communion avec saint Pierre. 

### Protestantisme
Diverses dénominations protestantes et évangéliques ont adopté le christocentrisme .